# Hohlkreuzgarnele
Die Hohlkreuzgarnele (Thor amboinensis) ist ein kleiner Zehnfußkrebs aus der Familie der Putzer- und Marmorgarnelen (Hippolytidae).

## Merkmale
Die bis 2,5 cm lange Garnele trägt eine auffällige weiße oder gelblichweiße, dünn weiß oder blau unrandete Punktzeichnung auf hellbraunem Grund. Das Abdomen wird meist nach oben gestreckt, wodurch der Eindruck eines Hohlkreuzes entsteht.
Hohlkreuzgarnelen sind protandrische Hermaphroditen. Sie reifen als Männchen heran und wechseln später zum weiblichen Geschlecht.

## Vorkommen
In flachen subtropischen und tropischen Küstengewässern, des Ostatlantiks sowie des West- und Zentralpazifiks. Paarweise oder in Gruppen, im Symbiose mit Seeanemonen oder seltener Korallen.

## Sonstiges
Hohlkreuzgarnelen sind bei Meerwasseraquarianern beliebt und wurden schon in Aquarien nachgezüchtet.
Die Tiere zeigen oft ein auffälliges Verhalten: Sie wackeln mit dem Hinterteil, was ihnen im englischen die Bezeichnung „sexy shrimp“ eingebracht hat.

## Forschungsgeschichte
Die Art wurde von dem niederländischen Biologen Johannes Govertus de Man 1888 erstmals erwähnt und damit Erstbeschrieben. In seinem Bericht über die von Herrn Dr. J. Brock im indischen Archipel gesammelten Decapoden und Stomatopoden beschrieb de Man „mit einigem Zweifel“  ein eiertragendes Weibchen von Hippolyte paschalis Heller, 1861 (heute gültig als Thor paschalis) von der Insel Amboina, „welches fast vollkommen“ mit der Heller'schen Beschreibung übereinstimmte. Das Exemplar unterschied sich jedoch unter anderem in der Bezahnung des Rostrums und bei den Stacheln der Antennen. Abschließend merkte de Man folgendes an:

„Sonst scheint das Exemplar mit dem Typus übereinzustimmen; wenn es aber wirklich einer von H. paschalis verschiedenen Art zugehören sollte, so schlage ich den Namen amboinensis für die vorliegende Art vor.“